# Église Saint-Pierre de Châteaubourg
L'église Saint-Pierre de Châteaubourg est une église située à Châteaubourg dans le département français d'Ille-et-Vilaine. 

## Historique
La première église était une église priorale construite aux XVe et XVIe siècles. Elle dépendait  de l'abbaye Saint-Sauveur de Redon.  
L'église a été reconstruite entre 1889 et 1902 suivant les plans de Arthur Regnault, en conservant le portail daté de 1546. 
L'église est inscrite au titre des monuments historiques depuis le 8 février 2018,.
L'église actuelle est de style néogothique pour sa partie extérieure et de style néobyzantin à l'intérieur, sauf son chœur, lui aussi néogothique. Son clocher fait penser à une tour de château.

## Architecture
L'église présente un plan centré avec clocher latéral. Elle est construite en moellons de grès, montés en appareil mixte ; les voûtes sont en briques. Elle est couverte d'ardoises.

À l'intérieur se trouvent des chapiteaux sculptés en 1894 par Francis Cottard, ainsi qu'un orgue Yves Fossaert de 1994.

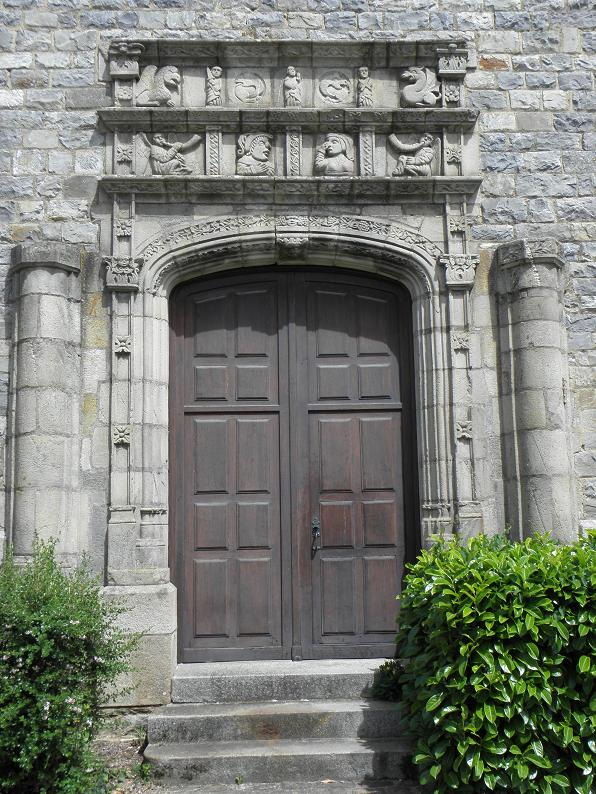
Portail Renaissance.
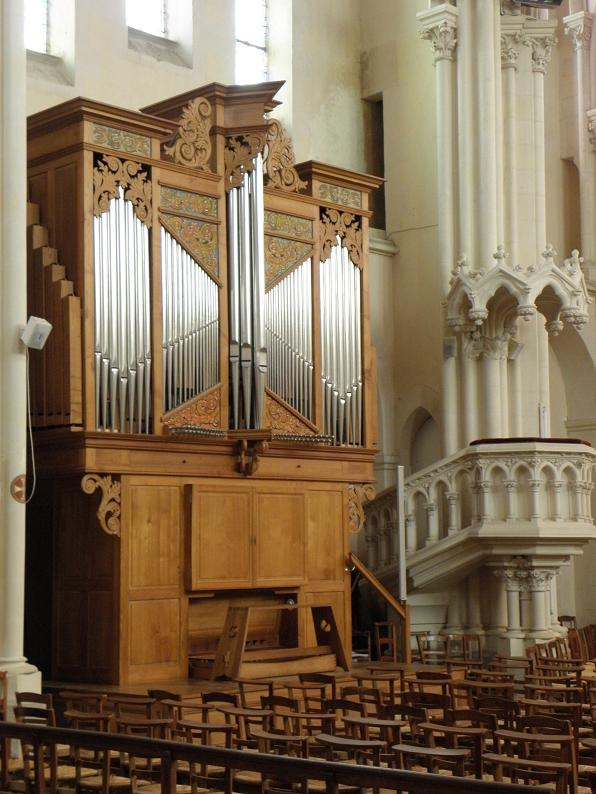
Orgue
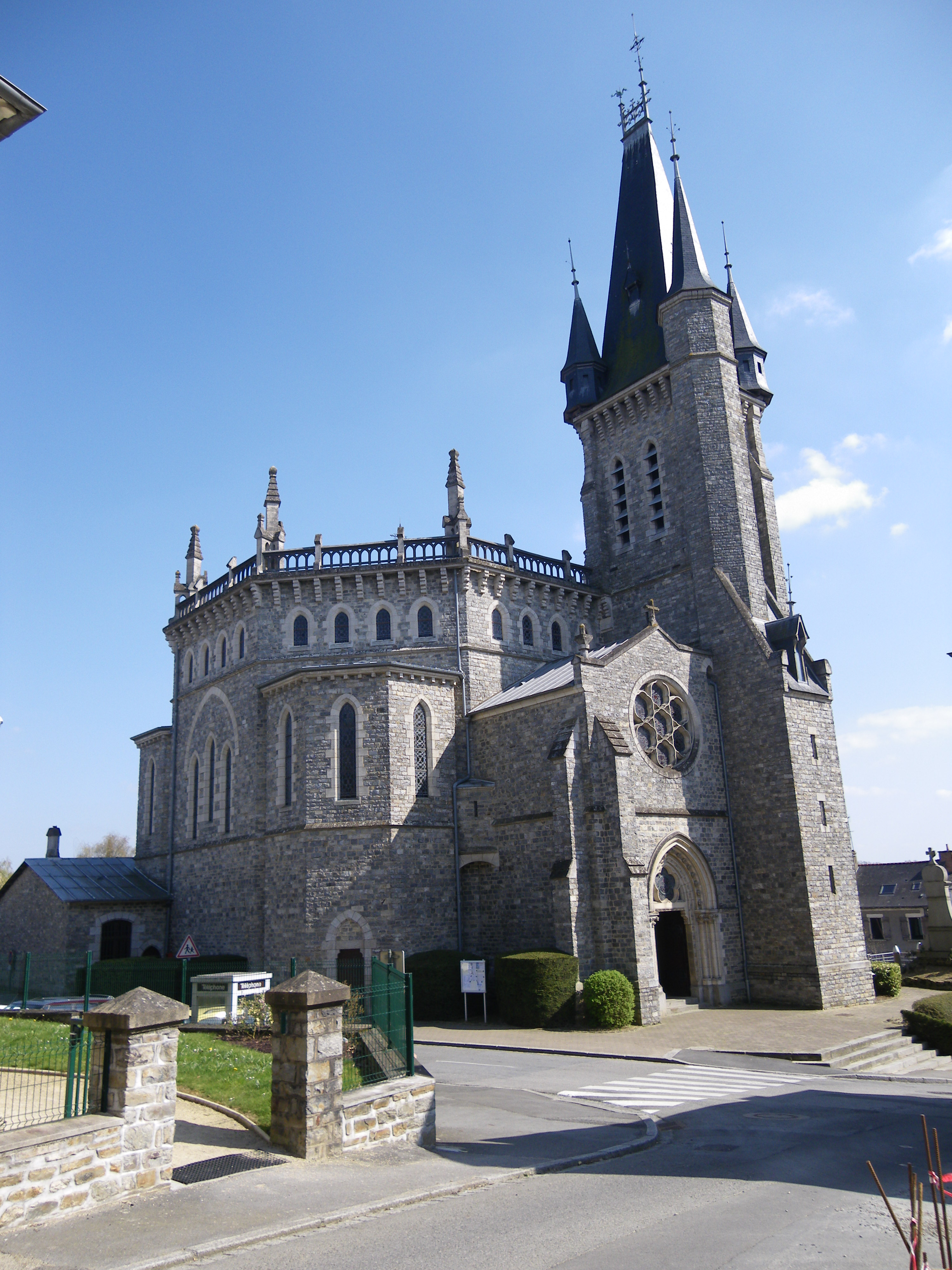
Vue latérale de l'église
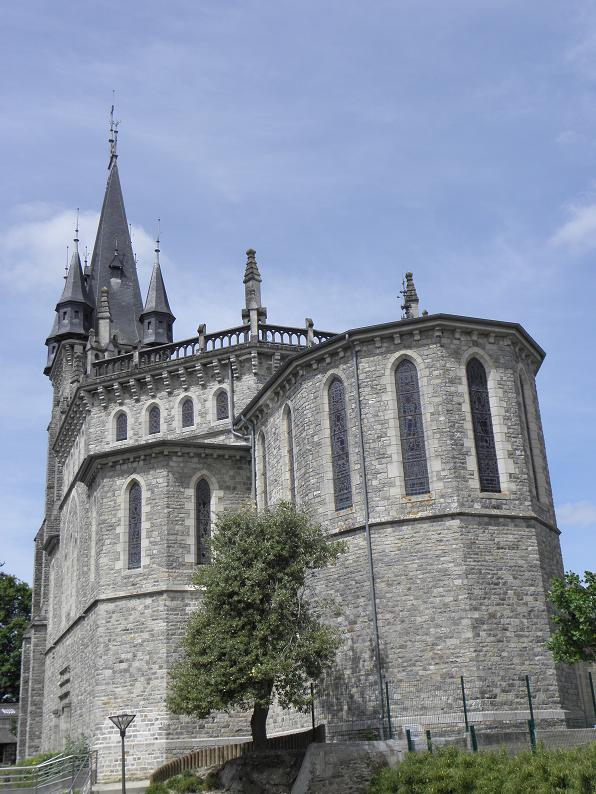
Vue de l'arrière.

```
L'église possède un 
bras-reliquaire
 de l´orfèvre rennais Pierre Turot datant de 1617
[
5
]
.
```